# シエラ郡 (ニューメキシコ州)
シエラ郡（Sierra County）は、アメリカ合衆国ニューメキシコ州にある郡。2000年の総人口は13,270人で、郡庁所在地はトゥルース・オア・コンシクエンシーズである。

## 地理
総面積は10,972 km² （4,236 mi² ）。陸地面積は10,827 km² （4,180 mi²）で、水面積は145 km² （56 mi²）で全体の1.32%である。

## 近接する郡
- カトロン郡 (ニューメキシコ州) - 北西
- ソコロ郡 (ニューメキシコ州) - 北
- リンカーン郡 (ニューメキシコ州) - 北東
- オテロ郡 (ニューメキシコ州) - 東
- ドニャアナ郡 (ニューメキシコ州) - 南
- ルナ郡 (ニューメキシコ州) - 南
- グラント郡 (ニューメキシコ州) - 西

## 人口統計
以下は2000年国勢調査における人口統計データである。
基礎データ
- 人口：13,270人
- 世帯数：6,113世帯
- 家族数：3,618家族
- 人口密度：1/km² （3/mi²）
- 住居数：8,727軒
- 住居密度：1/km² （2/mi²）

人種別人口構成
- 白人：86.97%
- アフリカン・アメリカン：0.48%
- ネイティブアメリカン：1.48%
- アジア人：0.17%
- 太平洋諸島系：0.08%
- その他の人種：8.27%
- 混血（2人種間以上の）：2.54%
- ヒスパニック・ラテン系：26.28%

世帯と家族（対世帯数）
- 全世帯数：6,113世帯
- 18歳未満の子供がいる：20.40%
- 結婚・同居している夫婦：47.50%
- 未婚・離婚・死別女性が世帯主：8.60%
- 非家族世帯：40.80%
- 単身世帯：35.90%
- 65歳以上の老人1人暮らし：19.30%
- 平均構成人数
  - 世帯：2.13人
  - 家族：2.75人

年齢別人口構成
- 18歳未満：20.10%
- 18-24歳：5.40%
- 25-44歳：19.50%
- 45-64歳：27.40%
- 65歳以上：27.70%
- 年齢の中央値：49歳
- 性比（女性100人あたり男性の人口）
  - 総人口：100.00人
  - 18歳以上：97.70人

収入と家計
- 収入の中央値
  - 世帯：24,152米ドル
  - 家族：29,787米ドル
  - 性別
    - 男性：24,570米ドル
    - 女性：19,839米ドル
- 人口1人あたり収入：15,023米ドル
- 貧困線以下
  - 対家族：13.80%
  - 対人口：20.90%
  - 18歳未満：31.50%
  - 65歳以上：14.70%

## 主な市および町
- トゥルース・オア・コンシクエンシーズ（郡庁所在地）
- Arrey
- Elephant Butte
- Hillsboro
- Williamsburg